# 拝領妻始末
「拝領妻始末」（はいりょうつましまつ）は、滝口康彦による日本の短編歴史小説。『城』28号（1965年3月）に掲載された。本作を表題作とした短編集『拝領妻始末』（光風社書店）は1967年に小説新潮賞候補となった。
1967年に映画化、1992年と2013年にテレビドラマ化された他、舞台化もされている。

## あらすじ
享保10年秋、会津若松。
物頭の笹原伊三郎の家に側用人・高橋外記が訪ねてくる。藩主・正容（まさかた）の寵愛を一身に受け男子をもうけていた側室のお市の方に暇が出されることになり、笹原家嫡男・与五郎に妻として下賜するという。10年ほど前に、側室・お紋の方を拝領したものの、妻は藩主に愛されたかつての栄華を忘れられないばかりか夫を罵倒し、耐えかねた夫が返上を願い出て、お紋の方は呪詛の果てに悶死したという前例があり、息子に同じ轍を踏ませたくない伊三郎は、拝領妻の一件をひたすら平伏して辞退を願う。だが、そんな父親の様子を見ていた与五郎はこれ以上難儀をかけまいと申し出を受ける旨を伝える。
間もなく祝言が挙げられ、笹原家に迎えられたお市の方は、元のいちに戻る。姑からのいびりはあったものの、与五郎のまっすぐな思いを受け止め、城にいる息子・容貞（かたさだ）のことは二度と口にすまいと誓い、仲睦まじく暮らし始めておよそ1年半、2人の間に女の子も生まれ幸せに過ごしていたある日、正容の嫡子・正甫（まさもと）が急死し、容貞が新たな世継ぎとなるとの知らせがもたらされ、世継ぎの生母が家臣の妻では外聞が悪いと、いちを城へ返上せよとの命令が下された。
いちは人形ではない、たとえ火の雨が降ろうとも応じられぬ、と強く拒む伊三郎と与五郎を見て、いちも、たとえ家が取り潰しになろうとも与五郎に添い遂げたい、と主だった親類を前に宣言する。何事もなく数日が過ぎ、周りも納得してくれたのだろうかと思いつつあったある日、与五郎が待っているからと義弟・文蔵に謀られ、家老・柳瀬三左衛門の屋敷に赴いたいちは、柳瀬、高橋、一門の最長老格・笹原堅物の脅しとも取れる強い説得についに折れ、奥に戻ることに同意してしまう。翻意を恐れた柳瀬らは、家へ戻って別れを告げることも許さなかった。
形式にこだわる家老から、いちの返上願いを書くよう申し付けられ、腹にすえかねた与五郎は、いちを戻して欲しいという嘆願状を提出する。享保12年12月、伊三郎・与五郎父子に知行召し上げ、永押込め（ながのおしこめ）の沙汰が下る。
奥へ戻されたいちは、名を美崎（みさき）と改めさせられ、老女として容貞の側に侍ることになった。間近で我が子の成長を見守りながらも生母としての扱いはされず、容貞の将軍家への御目見のお供に加えられることもなかった。このような扱いのためにいちは連れ戻されたのかと思うと、伊三郎と与五郎は歯ぎしりせずにはおられなかった。
享保16年9月、正容が死去して間もなく美崎は血を吐いて倒れ、奥務めを退いた。病に倒れた藩主の生母を慮って、家老らが江戸から医師・森喜内を遣わしたが、美崎は自分は笹原与五郎の妻であり、そのような厚遇を受ける理由がないから、と治療を拒んだ。森は医師としての務めを果たさねばならないからと、美崎の身の上話を聞きながら治療を受け入れてもらった。容貞が藩主となった好機には周りから勧められたにもかかわらず、美崎は死ぬまで伊三郎と与五郎の赦免を願い出ることはなかった。自分は容貞とは何の関係もない老女・美崎、一生その身を貫き、女の幸せを奪った者たちにその小さな意地を立て通したかった、そう話す病身の美崎は世にも美しく見えたそうである。それから2ヶ月しないうちに美崎の命の灯は消え、伊三郎と与五郎は牢を訪れた森からその死を伝えられた。江戸藩邸にもその死の報せは届けられ、最後まで美崎の願いが叶えられることはなかった。

## 登場人物

### 笹原家
笹原 伊三郎（ささはら いさぶろう）
笹原家前当主。若い頃から「まるで養子にいくために、この世に生れてきたような男」と言われ、実際26歳の時に笹原家の養子となった。与五郎といちの祝言後に隠居し、与五郎に家督を譲った。家付きで気位の高い妻・すがの尻に敷かれてきて、いちの返上の件で初めて意地を貫き通した。
笹原 与五郎（ささはら よごろう）
笹原家当主。伊三郎の長男。少年の頃に一度だけいちを見かけた際に鮮烈な印象を抱き、お紋の方の件と同じ轍を踏まない確信に似たものがあり、拝領妻の申し出を受け入れる。いちとの祝言後に家督を相続する。父の後押しもあり、一生をかけていちを守ると誓う。
いち / お市（いち）の方 / 美崎（みさき）
与五郎の妻。
16歳の時に藩主・正容に召され奥入り、側室お市の方として寵を受ける。当時は許嫁がいたが、周りの根回しにより破談となった。悲しみを忘れ、男子を沢山産もうと夢を見るが、正容の勧めで保養に出かけていた間に、新しい側室が侍っていたことに逆上した際の振る舞いに愛想を尽かされ、暇を出され、与五郎に下げ渡された。正容のことも容貞のことも忘れ、笹原の家に尽くそうと誓い、与五郎とも仲睦まじく過ごし娘・とみをもうける。城へ戻された後も笹原家を気遣い、とみの物だけでなく、すがや文蔵らの着物や小物を送っていた。
笹原 文蔵（ささはら ぶんぞう）
伊三郎の次男。与五郎の弟。父と兄の所業を止めようとしたとして、後に四人扶持を賜る。
笹原 堅物（ささはら けんもつ）
一門の最長老格。

### その他
松平 正容（まつだいら まさかた）
会津若松藩主。
高橋 外記（たかはし げき）
側用人。
松平 容貞（まつだいら かたさだ）
正容とお市の方（いち）との間に生まれた男子。
土屋 一庵（つちや いちあん）
奥医師。伊三郎とは古くからの付き合い。いちを返上せよとの意向を笹原家に知らせる。
柳瀬 三左衛門（やなせ さんざえもん）
家老。
塩見 平右衛門（しおみ へいもん）
いちの父親。容貞が藩主になった際、いちを奥へ戻すよう訴えた。
森 喜内（もり きない）
病に倒れた美崎（いち）の元へ江戸から派遣された医師。

## 映像化・舞台化
映画
- 上意討ち 拝領妻始末（1967年）
監督：小林正樹、脚本：橋本忍、伊三郎役を三船敏郎、いち役を司葉子が演じた。

舞台
- 杉良太郎主演で複数回舞台化されている。また『新版 拝領妻始末』として杉の息子山田純大主役でも舞台化された。

テレビドラマ
- 上意討ち〜拝領妻始末より（1992年・テレビ東京）
伊三郎役を加藤剛、いち役を渡辺典子が演じた。
- 上意討ち〜拝領妻始末（2013年2月9日・テレビ朝日）
映画版の脚本家が自身の脚本をリライト。伊三郎役を田村正和、いち役を仲間由紀恵が演じた。

ラジオドラマ
- 拝領妻始末（2013年2月3日・NHKラジオ第1放送）
『新日曜名作座』「滝口康彦・士道小説集」の一編として西田敏行・竹下景子の語りで放送された。